# Henning Bendtsen
Henning Bendtsen (Copenhaguen, 6 de març de 1925 - el 8 de febrer de 2011) va ser un director de fotografia danès.
Henning Bendtsen és un fotògraf de publicitat amb formació. Va treballar a Minerva Film 1946-51 i després a Palladium i des de 1958 va ser fotògraf independent. També va ser membre del Consell de Cinema 1964-68 i va ser cofundador de l'Associació de Fotògrafs de Cinema Danesos el 1955.
Bendtsen ha estat fotògraf d'uns 100 curts, documentals i llargmetratges danesos. Ha rodat per a Johan Jacobsen, Gabriel Axel, Bent Christensen i Astrid Henning-Jensen.
El treball més significatiu de Bendtsen va ser juntament amb Carl Theodor Dreyer a les pel·lícules Ordet i Gertrud, que van crear un nou estil cinematogràfic. També va treballar a les pel·lícules de Lars von Trier Epidemic i Europa, amb la que va guanyar el Premi a la millor fotografia al XXIV Festival Internacional de Cinema Fantàstic de Sitges.

## Filmografia
- 1948 : Hvide kryds, De
- 1949 : Peter må vente
- 1949 : Spar på vandet
- 1950 : Legato
- 1952 : Avismanden
- 1952 : Kærlighedsdoktoren
- 1952 : Ta' Pelle med
- 1953 : Hejrenæs
- 1953 : Min søn Peter
- 1953 : Sønnen
- 1953 : Gælder livet, Det
- 1954 : Himlen er blaa
- 1954 : Et Eventyr om tre
- 1954 : Sukceskomponisten
- 1955 : I går, i dag og i morgen
- 1955 : La paraula (Ordet)
- 1955 : Flugten til Danmark
- 1955 : Mod og mandshjerte
- 1955 : Tre finder en kro
- 1955 : Gengæld
- 1956 : Hvad vil De ha'?
- 1956 : Store gavtyv, Den
- 1956 : Tante Tut fra Paris
- 1956 : Vi som går stjernevejen
- 1957 : Der var engang en gade
- 1957 : Hidden Fear
- 1957 : Natlogi betalt
- 1957 : Sønnen fra Amerika
- 1957 : Amor i telefonen
- 1958 : Over alle grænser
- 1958 : Giro 9 kalder
- 1959 : Hest på sommerferie
- 1959 : Olie til Danmark
- 1959 : Paw, un garçon entre deux mondes (Paw)
- 1961 : Komtessen
- 1961 : Sorte Shara
- 1961 : Eventyr på Mallorca
- 1961 : Landsbylægen
- 1962 : Dirch går køkkenvejen
- 1962 : Tossede paradis, Det
- 1962 : Oskar
- 1962 : Drømmen om det hvide slot
- 1963 : Vi har det jo dejligt
- 1963 : Frøken April
- 1963 : Bussen
- 1963 : Gudrun
- 1964 : Slottet
- 1964 : Ta' chancen
- 1964 : I samme sekund
- 1964 : Don Olsen kommer til byen
- 1964 : Gertrud
- 1965 : Flådens friske fyre
- 1965 : Pigen og millionæren
- 1966 : Naboerne
- 1966 : Nu stiger den
- 1967 : Den Røde kappe
- 1967 : Dilmun
- 1967 : Elsk... din næste
- 1967 : Onkel Joakims hemmelighed
- 1968 : Soldaterkammerater på bjørnetjeneste
- 1969 : Mordskab
- 970 : Smuglerne (sèrie de televisió)
- 1981 : Ulvetid
- 1987 : Epidemic
- 1989 : Vindkraft
- 1990 : Sangen om kirsebærtid
- 1991 : Europa